# Röthis
Röthis é um município da Áustria, situado no distrito de Feldkirch, no estado de Vorarlberg. Tem 2,73 km² de área e sua população em 2019 foi estimada em 2.113 habitantes.